# Rosa De Pasquale
Rosa De Pasquale (Salò, 27 agosto 1957) è una politica italiana.

## Biografia
Laureata in Giurisprudenza, è stata prima funzionaria e poi dirigente presso l'Ufficio Scolastico Regionale della Toscana.
Alle elezioni politiche del 2008 viene eletta deputata della XVI legislatura della Repubblica Italiana nella circoscrizione XII Toscana per il Partito Democratico. Termina il proprio mandato parlamentare nel 2013.
Nell'agosto 2015 è stata nominata, su proposta del ministro Stefania Giannini, Capo del Dipartimento per il sistema educativo di istruzione e di formazione del MIUR; nel marzo 2017 ha ricevuto la conferma nel medesimo ruolo su proposta del Ministro Valeria Fedeli.